# Venta del Batán

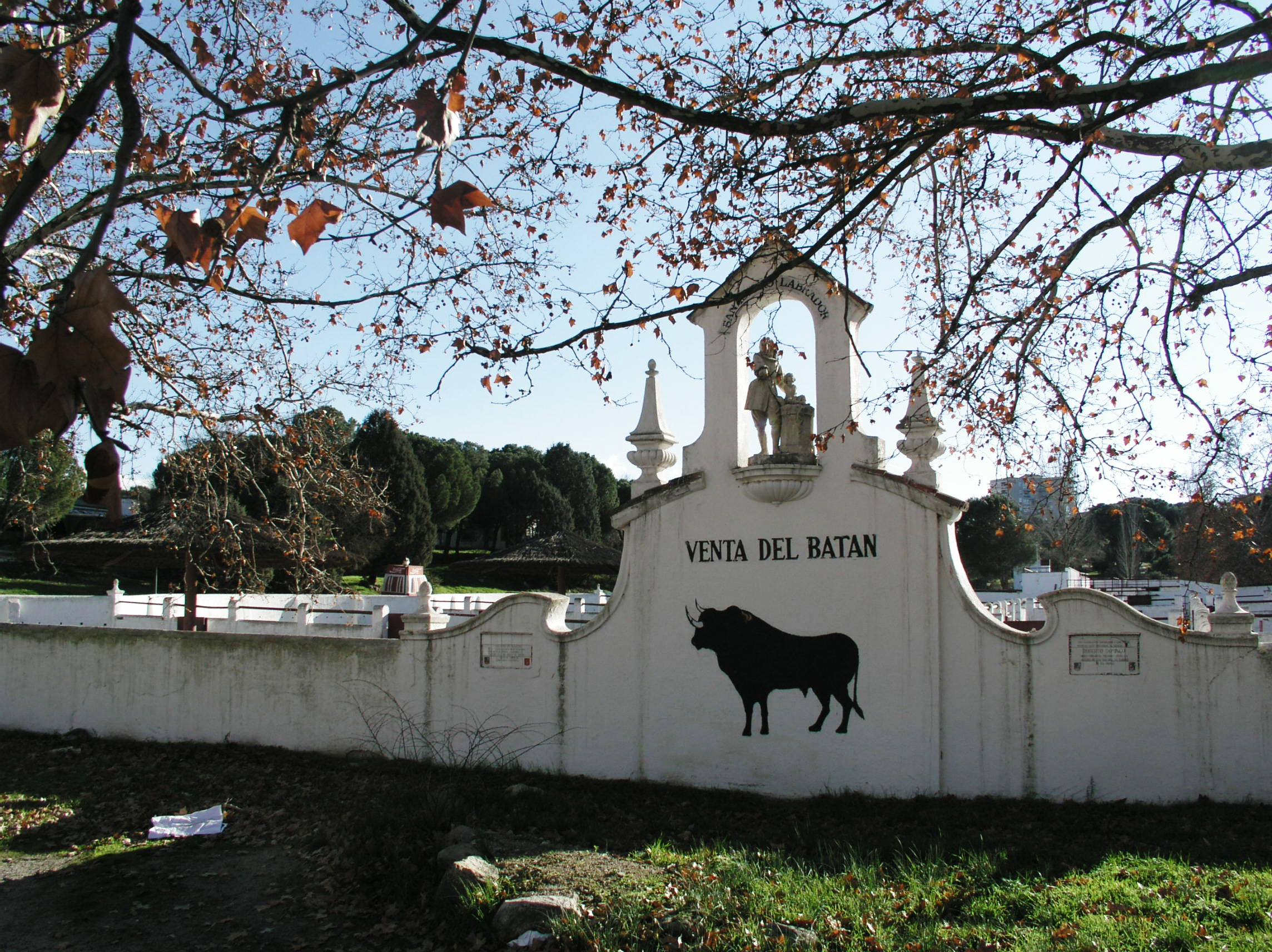
Casa de Campo, Venta del Batán, Escuela de Tauromaquia de Madrid (mit einer Statue von San Isidro Labrador)

Die Venta del Batán in der Casa de Campo in Madrid war der traditionelle Aufenthaltsort der Kampfstiere (span. toro de lidia) in den Tagen vor ihrem Kampf (Corrida de toros) in der Stierkampfarena Las Ventas (Plaza de Toros de Las Ventas). Hier konnten die Tiere von der Öffentlichkeit besichtigt werden. Seit einigen Jahren ist jedoch eine öffentliche Ausstellung wegen der Blauzungenkrankheit (lengua azul) nicht erlaubt. In dieser Einrichtung befindet sich auch die Stierkampfschule von Madrid (Escuela de Tauromaquia de Madrid). Neuerdings wurden der Schule die öffentlichen Subventionen gestrichen.
Das Gelände liegt an der Metro-Station Batán der Linie 10.